# Философия химии
Философия химии — раздел философии, изучающий фундаментальные понятия, проблемы развития и методологию химии как части науки. Философия химии выявляет особенности становления и организации химического знания как подсистемы естествознания. Центральной прагматической областью философии химии является методология химии – учение о познавательных методах химии в их единстве с методами смежных естественных наук и общенаучными методами в целом.

## Специфика философии химии
Специфика философии химии определяется тем, что химия располагается в центре фундаментальных наук – с одной стороны она граничит с физикой, причём теоретические основы химии традиционно воспринимаются как раздел физики, а с другой – с биологией и геологией. Вместе с этим химия включена как важная составляющая в такие интегративные области знания, как технология, медицина и экология. 
Развитие химии после периода алхимии происходило в процессах активного взаимодействия естественных наук. Поэтому философия химии в значительной степени занимается изучением историко-логических процессов взаимодействия наук, а философское осмысление химии неразрывно связано с исследованиями истории химии. Философский анализ развития химического знания и эволюции фундаментальных понятий химии играет важную роль в философии химии. В этом анализе важную роль сыграл выдающийся русский химик и философ В. И. Кузнецов, который создал и развил теорию концептуальных систем развития химии. Исследованием процессов взаимодействия химии с другими естественно-научными дисциплинами активно занимается современный российский химик и философ В. И. Курашов.

## Осмысление химии как самостоятельной дисциплины
Одной из важнейших задач философии химии является выявление того специфического инварианта, который выделяет химию в системе других наук в ходе всей ее истории и определяет пограничные области с другими науками. Само определение понятия химии является воспроизводящейся на каждом этапе развития химии, химической технологии и естествознания философско-методологической проблемой. 
Так, в соответствии с одним из современных определений: «Химия – это наука о материальных естественных и искусственных объектах атомно-молекулярного и супрамолекулярного уровня организации, изучающая их структуру и качественные превращения в исследованиях явлений как на макроскопическом уровне, так и на уровне размерных эффектов и специфических механизмов наноуровня. Объекты химии сами по себе относятся к неживой природе, хотя некоторые из них – биомолекулы – являются неотъемлемыми составляющими живых организмов».

## Направления исследований в области философии химии
Выделяют следующие направления химии и смежных областей естествознания, входящие в область философского анализа химии в её истории и актуальном состоянии:
- Учение об элементах. Развитие этого направления включает в себя развивавшееся в античной философии учение о первоосновах мироздания – элементах, или стихиях; в средневековой философии – алхимию и иатрохимию; в философии нового времени – химию Роберта Бойля, теорию флогистона и кислородную теорию; на рубеже нового и новейшего времени – периодическую систему Менделеева и изотопы; на современном этапе – сложную структуру атома и квантовую механику).
- Учения о химическом строении в неорганической и органической химии: идеи Берцелиуса, Деви, Лорана, Либиха, Кольбе, Жерара, Кекуле, Купера, Бутлерова, Курнакова, создателей квантовой химии).
- Принципы химической кинетики:  история понятия о времени в химии, химическая кинетика и термодинамика, учение о самоорганизации и неравновесная термодинамика; проблемы химической эволюции; особенности пространственно-временных параметров химических систем (соотношение между понятием интервала в физических системах и понятием темпоральности в отношении к живым организмам).
- Принципы химической термодинамики: проблема макро- и микроскопичности; равновесность и неравновесность; линейность и нелинейность.
- Единство концептуального аппарата теоретической химии: принципы электронного строения молекулярных систем в их единстве с классическими теориями химического строения, учение о реакционной способности химических соединений и идеи кинетики химических реакций, учение о взаимосвязи строения и свойств молекулярных систем, концепция единства всех химических явлений.
- Концептуальный аппарат практической химии: принципы химического эксперимента (химический анализ и химический синтез), принципы и методы химической технологии; взаимодействие практической и теоретической химии как фактор развития химии в целом.
- Учение о биополимерах и системах на их основе как промежуточной формы между миром химизма и миром живых организмов.
- Структурная химия систем с нековалентными связями (супрамолекулярная химия).
- Принципы управления строением и свойствами химических систем на наноуровне' (теоретический и практический аппарат нанохимии).

Поскольку технология в целом и химическая технология в частности представляют значительную часть картины мира и основу современного мировоззрения, химическая технология также относится к предмету философских вопросов химии. Центральная область философского осмысления современной химической технологии – это системный анализ интегративных областей, где сходятся технологические идеи и разработки с комплексов всех естественнонаучных знаний вместе с информационными технологиями.
В исследованиях в сфере проблем методологии и организации науки все чаще говорится о целесообразности структурирования научных дисциплин не по предмету и методам, а по актуальным проблемам. Один из вариантов организации химических исследований по проблемам предложил в конце XX века А. Л. Бучаченко: «Иерархия общих проблем химии может быть представлена в следующем виде: искусство химического синтеза; химическая структура и функции; управление химическим процессом; химическое материаловедение; химическая технология; химическая энергетика; химическая аналитика и диагностика; химия жизни».

## Философия химии на современном этапе
В последней четверти XX в. произошло удвоение предметной области химии. В этот период сформировались принципиально новые объекты и направления их исследований, которые стали предметом новых естественно-научных и технологических дисциплин – супрамолекулярной химии и нанохимии.
Зарождение нанонауки в конце XX в. с историко-методологической точки зрения схоже с событием зарождения квантовой механики в начале XX в. – так же, как микроразмерные объекты и процессы не удалось описать на языке классической физики, так и язык классической химии оказался недостаточным для описания нанообъектов. 
В конце XX – начале XXI вв. наступил новый этап взаимосвязи химии и механики в области создания молекулярных машин – реально работающих механических устройств, компонентами которых стали отдельные молекулы. Проводятся исследования и разработки в области создания самособирающихся молекулярных машин. Такого рода системы принципиально изменили наше знание в области взаимосвязей естествознания, технологии и техники на микроуровне познания вещества и технологических применений результатов такого познания, что раскрыло новую область философии химии и в целом философии естествознания
Развитие естествознания и технологии в направлении работы с микроразмерными объектами открыло новые горизонты для разнообразных направлений историко-научных и философско-методологических исследований в сферах конвергенции наук и технологий, функционирования общенаучных принципов соответствия и дополнительности, а также мультифакторных НБИК-процессов конвергенции и системного подхода в целом. 
Стал актуальным анализ новых форм конвергенции научно-технического знания, в частности единства фундаментальных и прикладных знаний, периодической обратимости и дополнительности знаний о естественном и искусственном вещественных мирах, а также в сфере молекулярной информатики. 
Актуально изучение взаимодействия новых классов материальных объектов естественного и искусственного миров, включая взаимосвязь и взаимодействие научно-технического и философско-методологического знаний в этой области. Поскольку НБИК-конвергенция находится в фазе экспоненциального роста, необходимо налаживать более тесное и активное сотрудничество философов и методологов науки с представителями естествознания.

## Философские проблемы взаимосвязи химии и физики
Значительной проблемой философии химии является тенденция редукции химии к физике. Её возникновение является следствием как абсолютизации идей классической механики Ньютона со времени ее создания до конца XIX века, так и развитием идей квантовой механики и, на ее основе, квантовой химии с начала XX века и до настоящего времени.
Укоренение редукционистских взглядов на сущность химии в советской философской науке было связано также с тем, что один из основателей марксизма, Фридрих Энгельс, в своем капитальном труде «Диалектика природы» назвал химию «физикой атомов»: «Называя физику механикой молекул, химию – физикой атомов и далее биологию – химией белков, я желаю этим выразить переход одной из этих наук в другую, – следовательно, как существующую между ними связь, непрерывность, так и различие, дискретность обеих». Хотя позиция Энгельса сама по себе не была редукционистской, а его идеи, изложенные в «Диалектике природы», получили подробное и полное освещение в трудах советских философов (прежде всего, Б. М. Кедрова), тем не менее в СССР исследования по философии химии получили тесную связь с представлениями о формах движения материи (Б. М. Кедров, В. И. Кузнецов, В. С. Вязовкин).
Таким подходам противостоят представления о несводимости (нередуцируемости) химии к физике. Химические явления, вследствие своей сложности, не сводятся к физическим, а язык химии не может быть механически заменён языком физики без потери наблюдений, понятий и связей
Квантовая механика фактически сводит проблемы химии к задачам прикладной математики. Эту ситуацию Г. М. Шваб назвал «теоретико-познавательным кризисом химии». По этому поводу П. М. Зоркий писал: «Вещество для физика — чаще всего только арена, на которой происходит интересующее его действие; он обратится к разным веществам, лишь если наблюдаемое явление протекает в них совершенно по-разному, если требуется создание различных моделей процесса. Химика же интересует именно вещество и, что особенно важно, ряды веществ. Что произойдет со свойством (реакционной способностью, температурой плавления, электропроводностью и т. п.) при замене атома водорода на метил, этил, пропил и т. д. или на калий, рубидий, цезий? — вот вопрос, который всегда важен для химика и обычно не возникает при физическом подходе».
«Самостоятельность химии основана на том, что в ней используются автономные модели, хотя и согласующиеся в той или иной степени с фундаментальными физическими законами, но строгим образом из них не вытекающие. Сложность ситуации усугубляется тем, что в современной химии сосуществуют различные, между собой слабо согласованные, а иногда даже прямо противоречащие друг другу модели и представления» .
На языке философии такую ситуацию можно выразить следующим образом: в  химии проявляются новые формы причинности, обнаруживаемые в ходе химических превращений, которые не сводится только к динамическим и статическим законам физики. Эти формы причинности проявляют себя на уровне химических превращений. Например, в химии возможен каталитический контроль реакций, способный ускорять или замедлять процесс, не нарушая положения равновесия.

## Философские проблемы взаимосвязи химии и биологии
Классы природных объектов, составляющих пограничную предметную область химии и биологии, — это белки (включая ферменты) и нуклеиновые кислоты (ДНК и РНК), которые обладают свойствами хранения и передачи информации.
Актуальность философского исследования взаимосвязей химии и биологии определяется уровнем развития таких пограничных областей науки и технологии, как взаимосвязь и взаимодействие молекулярного и организменного уровня живой природы, технологические и этические вопросы генной инженерии, медико-биологические проблемы фармакологии, геронтологии и трансплантологии. Большое разнообразие представляют работы по проблеме возникновения первых живых организмов, или химической эволюции (предбиологической или молекулярной эволюции). При этом «во всех известных подходах показываются лишь различные благоприятные возможности, снимаются запреты, но не обосновываются пути предбиологической эволюции в их необходимости, естественноисторической предопределенности».

## Философские проблемы взаимосвязи химии и математики
Отсутствие возможности математизации химии позволило в XVIII веке Канту в «Метафизических началах естествознания» отказывать химии в праве считаться наукой. В конце XIX века Менделеев уже фиксировал неотъемлемую потребность химии в математическом аппарате: химия, как он писал, «есть естественная наука, описывающая однородные тела, исследующая те частичные явления, при которых эти тела претерпевают превращения в новые однородные тела, и как наука точная она при изучении тел и явлений стремится во всех случаях ко всем телам и явлениям приложить меру и вес. узнать точные численные законы. управляющие разнообразием изучаемых ею предметов».
Математизация квантовомеханических знаний началась в 20-х годах XX века, тем самым были созданы предпосылки для математизации химии через внедрение в нее квантовомеханических представлений. 
В настоящее время в химической кинетике, которая в своем математическом аппарате оперирует независимой переменной – временем, широко применяются такие разделы математического знания, как дифференциальное и интегральное исчисление, линейная алгебра, теория графов, математическая статистика и теория вероятностей, численные методы прикладной математики с применением компьютерной техники.
Ещё более широко используется математический аппарат в области химической технологии. Для создания математических моделей здесь применяются  дифференциальные уравнения, матрицы и графы, методы линейной алгебры, численные методы прикладной математики, системного анализа и т.д..
При всем этом связь химии и математики остаётся односторонней: «В отличие от обоюдовыгодного взаимодействия химии и физики, химия не способствовала становлению новых разделов математики ни непосредственно, ни опосредованно»
Можно сказать, что, поскольку использование математики в естественных науках имеет не только прикладной характер, но и позволяет прийти к определённым мировоззренческим выводам, постольку и история взаимосвязей математики и химии обогащает предметную область, в которой происходит философской осмысление единства естествознания и единства мироустройства.

## Философы химии в России
Наиболее заметный вклад в философию химии в СССР и РФ внесли:
- Жданов Ю. А.
- Кедров Б. М.
- Кузнецов В. И.
- Печёнкин А. А
- Семёнов Н. Н.
- Черемных Н. М.
- Курашов В. И.